# 斯捷波克 (丘德尼夫區)
49°48′7″N 28°11′6″E / 49.80194°N 28.18500°E
斯泰波克（烏克蘭語：Степок），是烏克蘭北部的村莊，隸屬日托米爾州的別爾季切夫區。該村面積0.59平方公里，海拔高度290米，2001年人口166，人口密度每平方公里282.31人。